# 國道4號 (芬蘭)
國道4號（芬蘭語：Valtatie 4/Nelostie）是一條縱貫芬蘭國境的公路，連接首都赫爾辛基至烏茨約基的一條公路，全長1,295公里。其中赫爾辛基—黑諾拉段為高速公路。
全段為歐洲E75公路的一部分。